# Miguel Ángel Vicco
Miguel Ángel Vicco (22 de febrero de 1945-23 de agosto de 2021) fue un empresario de la industria láctea y político argentino que es recordado como secretario privado, con rango de Secretario de Estado, del presidente Carlos Menem.

## Biografía
Su cercana amistad con Menem le permitió acceder al cargo de secretario cuando el riojano llegó al Poder Ejecutivo, en 1989.
Fue un importante empresario en la industria láctea. Comenzó en la provincia de Santa Fe con una empresa de mediana importancia, luego adquirió una segunda mucho más importante donde elaboraban productos con la marca Giorgiano, que era reconocida por los quesos blandos. Saneó La Vascongada, una empresa argentina que  competía en ese momento con La Martona, otra empresa de origen argentino. 
La Vascongada, de acuerdo a los vaivenes de la industria lechera que se tomó siempre como un producto político-social, entró en bancarrota y pidió su propia quiebra. Miguel Ángel Vicco y su primo se presentaron proponiendo un plan de proyección y saneamiento de la Vascongada. En un momento pasó el 100% de las acciones a sus manos y comenzó una nueva etapa de la empresa muy floreciente. En 1989, Miguel Ángel Vicco se relaciona con quien en aquel entonces era gobernador de La Rioja, Menem y comenzó a manejar dinero de esa provincia en inversiones financieras que fueron redituables para esa provincia. 
En 1988, Carlos Menem decide ser candidato para el peronismo a presidente y entra en una lucha con Antonio Cafiero, quien era gobernador en aquel momento de la provincia de Buenos Aires.
Menem elige a Vicco como uno de los principales promotores para lidiar en una interna con Antonio Cafiero. Vicco se dedicó principalmente a la parte financiera consiguiendo fondos para la campaña y le pidió a su primo y socio que colaborara. Esto resultó muy conveniente para Menem porque tuvieron fondos importantes para su propaganda y promoción. Menem ganó la interna con Cafiero y prácticamente se sabía que sería presidente porque en aquella época ya había fracasado el gobierno radical de Alfonsín. Es así como Menem se hace cargo del gobierno seis meses antes de lo estipulado. Como premio de la actuación de Vicco como recaudador para la campaña, al asumir Menem lo nombra "asesor con el rango de secretario de Estado". 
Afectado de Parkinson, falleció el 23 de agosto de 2021 debido a una complicación posterior a una cirugía de obstrucción intestinal, a la edad de 76 años.  

## Puerto Madero
Vicco fue uno de los principales promotores del desarrollo de Puerto Madero, del que luego llevó adelante Carlos Grosso.
Vicco colocó a su primo como director ejecutivo de la empresa que representó la remodelación de Puerto Madero. Eso entre otras cosas buenas que realizó Vicco en su carácter de asesor de Carlos Menem. Un día se ve en la necesidad de renunciar a su cargo, renuncia que el presidente acepta de inmediato. Vicco abandona el país y se va a vivir a Estados Unidos con su esposa Marta. Un tiempo después, Vicco compra un departamento en la calle Gelly y Obes al lado de la embajada del Reino Unido y frente a la importante residencia de Carlos Bulgeroni, pero lo habitaba poco porque pasaba el 90% de su tiempo en los Estados Unidos. 